# アンビュランス (1990年の映画)
『アンビュランス』（原題：The Ambulance）は、1990年制作のアメリカ合衆国のスリラー映画。ラリー・コーエン監督。アンビュランスとは救急車の意味。
日本では劇場未公開で、テレビ放映及びBD/DVDソフトタイトルは『地獄の殺人救急車/狙われた金髪の美女』。

## あらすじ
漫画家のジョシュアはシェリルと交際しているが、ある日、街でデート中に、シェリルは持病の糖尿病の発作で突然倒れてしまう。彼女は救急車で近くの病院に運ばれて行った。
数日後、ジョシュアは病院に見舞いに行くが、その病院にはシェリルは運ばれていなかった。ジョシュアは他の病院にも当たるが、彼女はどの病院にも収容されていなかった。
ジョシュアは警察に相談するが、相手にされず、仕方なく一人でシェリルの行方を探す。そんな彼に巡査のサンディが協力を申し出、2人は調査を進める。
そしてジョシュアは、臓器売買に関わる秘密組織がドナー調達のため、ニセ救急車を使って糖尿病患者を誘拐しているという、戦慄の事実をつかむ…。

## キャスト
| 役名                         | 俳優                           | 日本語吹替   | 日本語吹替 |
| 役名                         | 俳優                           | テレビ東京版 |            |
| ---------------------------- | ------------------------------ | ------------ | ---------- |
| ジョシュア                   | エリック・ロバーツ             | 堀内賢雄     |            |
| スペンサー警部補             | ジェームズ・アール・ジョーンズ | 藤本譲       |            |
| サンディ                     | ミーガン・ギャラガー           | 深見梨加     |            |
| シェリル                     | ジャニン・ターナー             | 篠原恵美     |            |
| エリアス                     | レッド・バトンズ               | 伊井篤史     |            |
| マクロスキー                 | リチャード・ブライト           | 有本欽隆     |            |
| “ジャグヘッド”               | ジェームズ・ディクソン         | 稲葉実       |            |
| パティ                       | ローレン・ランドン             | 種田文子     |            |
| 医者                         | エリック・ブレーデン           | 吉水慶       |            |
| 編集長                       | スタン・リー                   | 有本欽隆     |            |
| ヒューゴー                   | ニック・チンランド             | 古田信幸     |            |
| ニセ救急車の運転手           | マット・ノークラン             | 真地勇志     |            |
| ニセ救急車の運転手           | ルディ・ジョーンズ             | 田中正彦     |            |
| 刑事                         | ケヴィン・ハーゲン             |              |            |
| ファインスタイン             | デボラ・ヘドウォール           | 定岡小百合   |            |
| ルームメイト                 | ジル・ギャツビー               | 井上喜久子   |            |
| DJ                           | ティム・バード                 | 金尾哲夫     |            |
| 男性看護師                   | マックス                       | 辻親八       |            |
| ストリートギャングのリーダー | マーティン・バーター           | 梅津秀行     |            |

・テレビ東京版：初回放送1992年12月10日『木曜洋画劇場』 ※マクザムより2015年発売のBD/DVDに収録